# Thug Misses
Thug Misses é o álbum de estréia da rapper americana Khia. O álbum foi originalmente lançado nos Estados Unidos em 30 de outubro de 2001, porém mais amplamente divulgado em 23 de abril de 2002. O álbum gerou o single "My Neck, My Back (Lick It)", alcançando #33 no Billboard 200 e ganhou um certificado de ouro pela RIAA em setembro de 2002. Em junho de 2007, o álbum vendeu 611.000 cópias nos E.U.A.

## Faixas
1. "My Neck, My Back (Lick It)" – 3:42
2. "Hater" (Skit) – 0:29
3. "Fuck Dem Other Hoes" (featuring DSD) – 3:54
4. "The K-Wang" – 5:11
5. "You My Girl" (featuring Markus Vance) – 4:28
6. "Jealous Girls" – 2:59
7. "Taz" (Skit) – 0:42
8. "Don't Trust No Nigga" (featuring DSD) – 4:20
9. "Taz II" (Skit) – 0:55
10. "Remember Me" – 4:40
11. "Scooter" (Skit) – 0:09
12. "Fuck Dem Fuck Niggaz" (featuring DSD) – 3:28
13. "I Know You Want It" – 2:55
14. "We Were Meant to Be" (featuring Markus Vance) – 4:34
15. "For My King" (Tribute to the Black Man) – 1:17
16. "When I Meet My King" – 3:31[1]

## Singles
- "My Neck, My Back (Lick It)" foi lançado em 30 de março de 2002. O single foi um sucesso na cena do hip hop. Ele alcançou um sucesso moderado, chegando a #42 no Billboard Hot 100 e #20 no Billboard R&B/Hip-Hop Songs. Devido à sexualidade explícita na letra da canção, foi fortemente editado e censurado por rádios e na reprodução de vídeo. O vídeo se tornou um hit chegando a #6 no top do BET 106 & Park.

- "You My Girl", uma canção dedicada à sua mãe, era um single promocional retirado do álbum, lançado unicamente como um airplay. No entanto, ele nunca fez paradas. Seria a última música a ser lançado comercialmente a partir do álbum.

- "O K-Wang" foi lançado como o terceiro single promocional.

## Charts
| Charts                                           | Posições |
| ------------------------------------------------ | -------- |
| US Billboard 200                                 | 33       |
| US Billboard Top R&B/Hip-Hop Albums              | 6        |
| US Billboard Top Heatseekers                     | 1        |
| US Billboard Top Independent Albums              | 1        |
| US Billboard Top Independent Albums of the 2000s | 42       |